# Volta a Burgos 2020
La Volta a Burgos 2020, 42a edició de la Volta a Burgos, és una competició ciclista per etapes que es disputarà entre el 28 de juliol i l'1 d'agost de 2020 sobre un recorregut de 796 km, repartits entre 5 etapes. La cursa forma part del calendari de l'UCI ProSeries en categoria 2.Pro i de la Copa d'Espanya.
Aquesta cursa marca el retorn a la competició a l'Europa Occidental, després de quatre mesos d'interrupció per culpa de la pandèmia per coronavirus.

## Equips
L'organització convidà a prendre part en la cursa a catorze equips World Tour, set equips continentals professionals i dos equips continentals:
| WorldTeams (14)- Deceuninck-Quick Step - Bora-Hansgrohe - Groupama-FDJ - Bahrain McLaren - Israel Start-Up Nation - CCC Team - Movistar Team - Jumbo-Visma - UAE Team Emirates - NTT Pro Cycling - Mitchelton-Scott - Ineos - Astana - Trek-Segafredo ProTeams (6)- Gazprom-RusVelo - Caja Rural-Seguros RGA - Nippo Delko One Provence - Burgos-BH - Bingoal-Wallonie Bruxelles - Euskaltel-Euskadi Equips continentals (2)- Equipo Kern Pharma - Kometa-Xstra |
| |

## Etapes
| Etapa    | Data      | Ciutats d'etapa                 | type                    | Distància (km) | Vencedor de l'etapa     | Líder de la general |
| -------- | --------- | ------------------------------- | ----------------------- | -------------- | ----------------------- | ------------------- |
| 1a etapa | 28 de jul | Burgos – Burgos                 | etapa plana             | 157            | Felix Großschartner     | Felix Großschartner |
| 2a etapa | 29 de jul | Castrojeriz – Villadiego        | etapa plana             | 168            | Fernando Gaviria Rendón | Felix Großschartner |
| 3a etapa | 30 de jul | Sargentes de la Lora            | etapa de mitja muntanya | 150            | Remco Evenepoel         | Remco Evenepoel     |
| 4a etapa | 31 de jul | Gumiel de Izán – Roa            | etapa accidentada       | 163            | Sam Bennett             | Remco Evenepoel     |
| 5a etapa | 1 de ago  | Covarrubias – Llacunes de Neila | etapa de muntanya       | 158            | Iván Ramiro Sosa Cuervo | Remco Evenepoel     |

### Etapa 1
| \| Classificació de l'etapa \| Classificació de l'etapa \| Classificació de l'etapa \| Classificació de l'etapa \| Classificació de l'etapa \| \| Corredor \| Corredor \| Equip \| Temps \| \| \| ------------------------ \| --------------------------- \| ------------------------ \| ------------------------ \| ------------------------ \| \| 1r \| Felix Großschartner \| Bora-Hansgrohe \| 3h 40' 21" \| \| \| 2n \| João Almeida \| Deceuninck-Quick Step \| + 8" \| \| \| 3r \| Alejandro Valverde Belmonte \| Movistar Team \| + 8" \| \| \| 4t \| Alexander Aranburu Deba \| Astana \| + 8" \| \| \| 5è \| Mikel Landa Meana \| Bahrain McLaren \| + 8" \| \| \| 6è \| David Gaudu \| Groupama-FDJ \| + 8" \| \| \| 7è \| Jon Aberasturi Izaga \| Caja Rural-Seguros RGA \| + 8" \| \| \| 8è \| Jay McCarthy \| Bora-Hansgrohe \| + 8" \| \| \| 9è \| Matteo Trentin \| CCC Team \| + 8" \| \| \| 10è \| Remco Evenepoel \| Deceuninck-Quick Step \| + 8" \| \| |                             |                        |            |
| |                             |                        |            |
| Font: ProCyclingStats |                             |                        |            |
| Classificació de l'etapa |                             |                        |            |
| Corredor | Corredor                    | Equip                  | Temps      |
| 1r | Felix Großschartner         | Bora-Hansgrohe         | 3h 40' 21" |
| 2n | João Almeida                | Deceuninck-Quick Step  | + 8"       |
| 3r | Alejandro Valverde Belmonte | Movistar Team          | + 8"       |
| 4t | Alexander Aranburu Deba     | Astana                 | + 8"       |
| 5è | Mikel Landa Meana           | Bahrain McLaren        | + 8"       |
| 6è | David Gaudu                 | Groupama-FDJ           | + 8"       |
| 7è | Jon Aberasturi Izaga        | Caja Rural-Seguros RGA | + 8"       |
| 8è | Jay McCarthy                | Bora-Hansgrohe         | + 8"       |
| 9è | Matteo Trentin              | CCC Team               | + 8"       |
| 10è | Remco Evenepoel             | Deceuninck-Quick Step  | + 8"       |

| \| Classificació general \| Classificació general \| Classificació general \| Classificació general \| Classificació general \| \| Corredor \| Corredor \| Equip \| Temps \| \| \| --------------------- \| --------------------------- \| ---------------------- \| --------------------- \| --------------------- \| \| 1r \| Felix Großschartner \| Bora-Hansgrohe \| 3h 40' 21" \| \| \| 2n \| João Almeida \| Deceuninck-Quick Step \| + 8" \| \| \| 3r \| Alejandro Valverde Belmonte \| Movistar Team \| + 8" \| \| \| 4t \| Alexander Aranburu Deba \| Astana \| + 8" \| \| \| 5è \| Mikel Landa Meana \| Bahrain McLaren \| + 10" \| \| \| 6è \| David Gaudu \| Groupama-FDJ \| + 10" \| \| \| 7è \| Jon Aberasturi Izaga \| Caja Rural-Seguros RGA \| + 10" \| \| \| 8è \| Jay McCarthy \| Bora-Hansgrohe \| + 10" \| \| \| 9è \| Matteo Trentin \| CCC Team \| + 10" \| \| \| 10è \| Remco Evenepoel \| Deceuninck-Quick Step \| + 10" \| \| |                             |                        |            |
| |                             |                        |            |
| Font: ProCyclingStats |                             |                        |            |
| Classificació general |                             |                        |            |
| Corredor | Corredor                    | Equip                  | Temps      |
| 1r | Felix Großschartner         | Bora-Hansgrohe         | 3h 40' 21" |
| 2n | João Almeida                | Deceuninck-Quick Step  | + 8"       |
| 3r | Alejandro Valverde Belmonte | Movistar Team          | + 8"       |
| 4t | Alexander Aranburu Deba     | Astana                 | + 8"       |
| 5è | Mikel Landa Meana           | Bahrain McLaren        | + 10"      |
| 6è | David Gaudu                 | Groupama-FDJ           | + 10"      |
| 7è | Jon Aberasturi Izaga        | Caja Rural-Seguros RGA | + 10"      |
| 8è | Jay McCarthy                | Bora-Hansgrohe         | + 10"      |
| 9è | Matteo Trentin              | CCC Team               | + 10"      |
| 10è | Remco Evenepoel             | Deceuninck-Quick Step  | + 10"      |

### Etapa 2
| \| Classificació de l'etapa \| Classificació de l'etapa \| Classificació de l'etapa \| Classificació de l'etapa \| Classificació de l'etapa \| \| Corredor \| Corredor \| Equip \| Temps \| \| \| ------------------------ \| ------------------------ \| ------------------------ \| ------------------------ \| ------------------------ \| \| 1r \| Fernando Gaviria Rendón \| UAE Team Emirates \| 3h 55' 38" \| \| \| 2n \| Arnaud Démare \| Groupama-FDJ \| + 0" \| \| \| 3r \| Sam Bennett \| Deceuninck-Quick Step \| + 0" \| \| \| 4t \| Matteo Trentin \| CCC Team \| + 0" \| \| \| 5è \| Jon Aberasturi Izaga \| Caja Rural-Seguros RGA \| + 0" \| \| \| 6è \| Jasper Stuyven \| Trek-Segafredo \| + 0" \| \| \| 7è \| Giacomo Nizzolo \| NTT Pro Cycling \| + 0" \| \| \| 8è \| Edward Theuns \| Trek-Segafredo \| + 0" \| \| \| 9è \| Pascal Eenkhoorn \| Jumbo-Visma \| + 0" \| \| \| 10è \| Mikel Aristi Gardoki \| Euskaltel-Euskadi \| + 0" \| \| |                         |                        |            |
| |                         |                        |            |
| Font: ProCyclingStats |                         |                        |            |
| Classificació de l'etapa |                         |                        |            |
| Corredor | Corredor                | Equip                  | Temps      |
| 1r | Fernando Gaviria Rendón | UAE Team Emirates      | 3h 55' 38" |
| 2n | Arnaud Démare           | Groupama-FDJ           | + 0"       |
| 3r | Sam Bennett             | Deceuninck-Quick Step  | + 0"       |
| 4t | Matteo Trentin          | CCC Team               | + 0"       |
| 5è | Jon Aberasturi Izaga    | Caja Rural-Seguros RGA | + 0"       |
| 6è | Jasper Stuyven          | Trek-Segafredo         | + 0"       |
| 7è | Giacomo Nizzolo         | NTT Pro Cycling        | + 0"       |
| 8è | Edward Theuns           | Trek-Segafredo         | + 0"       |
| 9è | Pascal Eenkhoorn        | Jumbo-Visma            | + 0"       |
| 10è | Mikel Aristi Gardoki    | Euskaltel-Euskadi      | + 0"       |

| \| Classificació general \| Classificació general \| Classificació general \| Classificació general \| Classificació general \| \| Corredor \| Corredor \| Equip \| Temps \| \| \| --------------------- \| --------------------------- \| ---------------------- \| --------------------- \| --------------------- \| \| 1r \| Felix Großschartner \| Bora-Hansgrohe \| 7h 35' 59" \| \| \| 2n \| Jon Aberasturi Izaga \| Caja Rural-Seguros RGA \| + 8" \| \| \| 3r \| Matteo Trentin \| CCC Team \| + 8" \| \| \| 4t \| Jasper Stuyven \| Trek-Segafredo \| + 8" \| \| \| 5è \| Giacomo Nizzolo \| NTT Pro Cycling \| + 8" \| \| \| 6è \| Alejandro Valverde Belmonte \| Movistar Team \| + 8" \| \| \| 7è \| Mikel Landa Meana \| Bahrain McLaren \| + 8" \| \| \| 8è \| George Bennett \| Jumbo-Visma \| + 8" \| \| \| 9è \| Esteban Chaves Rubio \| Mitchelton-Scott \| + 8" \| \| \| 10è \| Richard Carapaz Montenegro \| Team Ineos \| + 8" \| \| |                             |                        |            |
| |                             |                        |            |
| Font: ProCyclingStats |                             |                        |            |
| Classificació general |                             |                        |            |
| Corredor | Corredor                    | Equip                  | Temps      |
| 1r | Felix Großschartner         | Bora-Hansgrohe         | 7h 35' 59" |
| 2n | Jon Aberasturi Izaga        | Caja Rural-Seguros RGA | + 8"       |
| 3r | Matteo Trentin              | CCC Team               | + 8"       |
| 4t | Jasper Stuyven              | Trek-Segafredo         | + 8"       |
| 5è | Giacomo Nizzolo             | NTT Pro Cycling        | + 8"       |
| 6è | Alejandro Valverde Belmonte | Movistar Team          | + 8"       |
| 7è | Mikel Landa Meana           | Bahrain McLaren        | + 8"       |
| 8è | George Bennett              | Jumbo-Visma            | + 8"       |
| 9è | Esteban Chaves Rubio        | Mitchelton-Scott       | + 8"       |
| 10è | Richard Carapaz Montenegro  | Team Ineos             | + 8"       |

### Etapa 3
| \| Classificació de l'etapa \| Classificació de l'etapa \| Classificació de l'etapa \| Classificació de l'etapa \| Classificació de l'etapa \| \| Corredor \| Corredor \| Equip \| Temps \| \| \| ------------------------ \| -------------------------- \| ------------------------ \| ------------------------ \| ------------------------ \| \| 1r \| Remco Evenepoel \| Deceuninck-Quick Step \| 3h 59' 09" \| \| \| 2n \| George Bennett \| Jumbo-Visma \| + 18" \| \| \| 3r \| Mikel Landa Meana \| Bahrain McLaren \| + 32" \| \| \| 4t \| Esteban Chaves Rubio \| Mitchelton-Scott \| + 35" \| \| \| 5è \| João Almeida \| Deceuninck-Quick Step \| + 45" \| \| \| 6è \| Ben Hermans \| Israel Start-Up Nation \| + 52" \| \| \| 7è \| Richard Carapaz Montenegro \| Team Ineos \| + 52" \| \| \| 8è \| Fabio Aru \| UAE Team Emirates \| + 1' 03" \| \| \| 9è \| Joel Nicolau Beltran \| Caja Rural-Seguros RGA \| + 1' 20" \| \| \| 10è \| Mikel Nieve Iturralde \| Mitchelton-Scott \| + 1' 20" \| \| |                            |                        |            |
| |                            |                        |            |
| Font: ProCyclingStats |                            |                        |            |
| Classificació de l'etapa |                            |                        |            |
| Corredor | Corredor                   | Equip                  | Temps      |
| 1r | Remco Evenepoel            | Deceuninck-Quick Step  | 3h 59' 09" |
| 2n | George Bennett             | Jumbo-Visma            | + 18"      |
| 3r | Mikel Landa Meana          | Bahrain McLaren        | + 32"      |
| 4t | Esteban Chaves Rubio       | Mitchelton-Scott       | + 35"      |
| 5è | João Almeida               | Deceuninck-Quick Step  | + 45"      |
| 6è | Ben Hermans                | Israel Start-Up Nation | + 52"      |
| 7è | Richard Carapaz Montenegro | Team Ineos             | + 52"      |
| 8è | Fabio Aru                  | UAE Team Emirates      | + 1' 03"   |
| 9è | Joel Nicolau Beltran       | Caja Rural-Seguros RGA | + 1' 20"   |
| 10è | Mikel Nieve Iturralde      | Mitchelton-Scott       | + 1' 20"   |

| \| Classificació general \| Classificació general \| Classificació general \| Classificació general \| Classificació general \| \| Corredor \| Corredor \| Equip \| Temps \| \| \| --------------------- \| -------------------------- \| ---------------------- \| --------------------- \| --------------------- \| \| 1r \| Remco Evenepoel \| Deceuninck-Quick Step \| 11h 35' 16" \| \| \| 2n \| George Bennett \| Jumbo-Visma \| + 18" \| \| \| 3r \| Mikel Landa Meana \| Bahrain McLaren \| + 32" \| \| \| 4t \| Esteban Chaves Rubio \| Mitchelton-Scott \| + 35" \| \| \| 5è \| João Almeida \| Deceuninck-Quick Step \| + 45" \| \| \| 6è \| Richard Carapaz Montenegro \| Team Ineos \| + 52" \| \| \| 7è \| Ben Hermans \| Israel Start-Up Nation \| + 52" \| \| \| 8è \| Fabio Aru \| UAE Team Emirates \| + 1' 03" \| \| \| 9è \| David de la Cruz Melgarejo \| UAE Team Emirates \| + 1' 33" \| \| \| 10è \| Mikel Nieve Iturralde \| Mitchelton-Scott \| + 1' 35" \| \| |                            |                        |             |
| |                            |                        |             |
| Font: ProCyclingStats |                            |                        |             |
| Classificació general |                            |                        |             |
| Corredor | Corredor                   | Equip                  | Temps       |
| 1r | Remco Evenepoel            | Deceuninck-Quick Step  | 11h 35' 16" |
| 2n | George Bennett             | Jumbo-Visma            | + 18"       |
| 3r | Mikel Landa Meana          | Bahrain McLaren        | + 32"       |
| 4t | Esteban Chaves Rubio       | Mitchelton-Scott       | + 35"       |
| 5è | João Almeida               | Deceuninck-Quick Step  | + 45"       |
| 6è | Richard Carapaz Montenegro | Team Ineos             | + 52"       |
| 7è | Ben Hermans                | Israel Start-Up Nation | + 52"       |
| 8è | Fabio Aru                  | UAE Team Emirates      | + 1' 03"    |
| 9è | David de la Cruz Melgarejo | UAE Team Emirates      | + 1' 33"    |
| 10è | Mikel Nieve Iturralde      | Mitchelton-Scott       | + 1' 35"    |

### Etapa 4
| \| Classificació de l'etapa \| Classificació de l'etapa \| Classificació de l'etapa \| Classificació de l'etapa \| Classificació de l'etapa \| \| Corredor \| Corredor \| Equip \| Temps \| \| \| ------------------------ \| ------------------------ \| -------------------------- \| ------------------------ \| ------------------------ \| \| 1r \| Sam Bennett \| Deceuninck-Quick Step \| 3h 51' 19" \| \| \| 2n \| Arnaud Démare \| Groupama-FDJ \| + 5" \| \| \| 3r \| Giacomo Nizzolo \| NTT Pro Cycling \| + 5" \| \| \| 4t \| Davide Cimolai \| Israel Start-Up Nation \| + 5" \| \| \| 5è \| Lionel Taminiaux \| Bingoal-Wallonie Bruxelles \| + 5" \| \| \| 6è \| Biniam Girmay \| Nippo-Delko One Provence \| + 5" \| \| \| 7è \| Jon Aberasturi Izaga \| Caja Rural-Seguros RGA \| + 5" \| \| \| 8è \| Martin Laas \| Bora-Hansgrohe \| + 5" \| \| \| 9è \| Alexander Edmondson \| Mitchelton-Scott \| + 5" \| \| \| 10è \| Rick Zabel \| Israel Start-Up Nation \| + 5" \| \| |                      |                            |            |
| |                      |                            |            |
| Font: ProCyclingStats |                      |                            |            |
| Classificació de l'etapa |                      |                            |            |
| Corredor | Corredor             | Equip                      | Temps      |
| 1r | Sam Bennett          | Deceuninck-Quick Step      | 3h 51' 19" |
| 2n | Arnaud Démare        | Groupama-FDJ               | + 5"       |
| 3r | Giacomo Nizzolo      | NTT Pro Cycling            | + 5"       |
| 4t | Davide Cimolai       | Israel Start-Up Nation     | + 5"       |
| 5è | Lionel Taminiaux     | Bingoal-Wallonie Bruxelles | + 5"       |
| 6è | Biniam Girmay        | Nippo-Delko One Provence   | + 5"       |
| 7è | Jon Aberasturi Izaga | Caja Rural-Seguros RGA     | + 5"       |
| 8è | Martin Laas          | Bora-Hansgrohe             | + 5"       |
| 9è | Alexander Edmondson  | Mitchelton-Scott           | + 5"       |
| 10è | Rick Zabel           | Israel Start-Up Nation     | + 5"       |

| \| Classificació general \| Classificació general \| Classificació general \| Classificació general \| Classificació general \| \| Corredor \| Corredor \| Equip \| Temps \| \| \| --------------------- \| -------------------------- \| ---------------------- \| --------------------- \| --------------------- \| \| 1r \| Remco Evenepoel \| Deceuninck-Quick Step \| 15h 26' 47" \| \| \| 2n \| George Bennett \| Jumbo-Visma \| + 18" \| \| \| 3r \| Mikel Landa Meana \| Bahrain McLaren \| + 32" \| \| \| 4t \| Esteban Chaves Rubio \| Mitchelton-Scott \| + 35" \| \| \| 5è \| João Almeida \| Deceuninck-Quick Step \| + 45" \| \| \| 6è \| Richard Carapaz Montenegro \| Team Ineos \| + 52" \| \| \| 7è \| Ben Hermans \| Israel Start-Up Nation \| + 52" \| \| \| 8è \| Fabio Aru \| UAE Team Emirates \| + 1' 03" \| \| \| 9è \| David de la Cruz Melgarejo \| UAE Team Emirates \| + 1' 33" \| \| \| 10è \| Mikel Nieve Iturralde \| Mitchelton-Scott \| + 1' 35" \| \| |                            |                        |             |
| |                            |                        |             |
| Font: ProCyclingStats |                            |                        |             |
| Classificació general |                            |                        |             |
| Corredor | Corredor                   | Equip                  | Temps       |
| 1r | Remco Evenepoel            | Deceuninck-Quick Step  | 15h 26' 47" |
| 2n | George Bennett             | Jumbo-Visma            | + 18"       |
| 3r | Mikel Landa Meana          | Bahrain McLaren        | + 32"       |
| 4t | Esteban Chaves Rubio       | Mitchelton-Scott       | + 35"       |
| 5è | João Almeida               | Deceuninck-Quick Step  | + 45"       |
| 6è | Richard Carapaz Montenegro | Team Ineos             | + 52"       |
| 7è | Ben Hermans                | Israel Start-Up Nation | + 52"       |
| 8è | Fabio Aru                  | UAE Team Emirates      | + 1' 03"    |
| 9è | David de la Cruz Melgarejo | UAE Team Emirates      | + 1' 33"    |
| 10è | Mikel Nieve Iturralde      | Mitchelton-Scott       | + 1' 35"    |

### Etapa 5
| \| Classificació de l'etapa \| Classificació de l'etapa \| Classificació de l'etapa \| Classificació de l'etapa \| Classificació de l'etapa \| \| Corredor \| Corredor \| Equip \| Temps \| \| \| ------------------------ \| -------------------------- \| ------------------------ \| ------------------------ \| ------------------------ \| \| 1r \| Iván Ramiro Sosa Cuervo \| Team Ineos \| 3h 47' 56" \| \| \| 2n \| Mikel Landa Meana \| Bahrain McLaren \| + 9" \| \| \| 3r \| Remco Evenepoel \| Deceuninck-Quick Step \| + 11" \| \| \| 4t \| João Almeida \| Deceuninck-Quick Step \| + 38" \| \| \| 5è \| Lennard Kämna \| Bora-Hansgrohe \| + 43" \| \| \| 6è \| Rafał Majka \| Bora-Hansgrohe \| + 44" \| \| \| 7è \| David Gaudu \| Groupama-FDJ \| + 58" \| \| \| 8è \| Esteban Chaves Rubio \| Mitchelton-Scott \| + 1' 02" \| \| \| 9è \| Simon Yates \| Mitchelton-Scott \| + 1' 10" \| \| \| 10è \| David de la Cruz Melgarejo \| UAE Team Emirates \| + 1' 12" \| \| |                            |                       |            |
| |                            |                       |            |
| Font: ProCyclingStats |                            |                       |            |
| Classificació de l'etapa |                            |                       |            |
| Corredor | Corredor                   | Equip                 | Temps      |
| 1r | Iván Ramiro Sosa Cuervo    | Team Ineos            | 3h 47' 56" |
| 2n | Mikel Landa Meana          | Bahrain McLaren       | + 9"       |
| 3r | Remco Evenepoel            | Deceuninck-Quick Step | + 11"      |
| 4t | João Almeida               | Deceuninck-Quick Step | + 38"      |
| 5è | Lennard Kämna              | Bora-Hansgrohe        | + 43"      |
| 6è | Rafał Majka                | Bora-Hansgrohe        | + 44"      |
| 7è | David Gaudu                | Groupama-FDJ          | + 58"      |
| 8è | Esteban Chaves Rubio       | Mitchelton-Scott      | + 1' 02"   |
| 9è | Simon Yates                | Mitchelton-Scott      | + 1' 10"   |
| 10è | David de la Cruz Melgarejo | UAE Team Emirates     | + 1' 12"   |

## Classificacions finals

### Classificació general
| \| Classificació general \| Classificació general \| Classificació general \| Classificació general \| Classificació general \| \| Corredor \| Corredor \| Equip \| Temps \| \| \| --------------------- \| -------------------------- \| ---------------------- \| --------------------- \| --------------------- \| \| 1r \| Remco Evenepoel \| Deceuninck-Quick Step \| 19h 14' 42" \| \| \| 2n \| Mikel Landa Meana \| Bahrain McLaren \| + 30" \| \| \| 3r \| João Almeida \| Deceuninck-Quick Step \| + 1' 12" \| \| \| 4t \| Esteban Chaves Rubio \| Mitchelton-Scott \| + 1' 26" \| \| \| 5è \| George Bennett \| Jumbo-Visma \| + 1' 40" \| \| \| 6è \| Richard Carapaz Montenegro \| Team Ineos \| + 1' 58" \| \| \| 7è \| Ben Hermans \| Israel Start-Up Nation \| + 2' 25" \| \| \| 8è \| David de la Cruz Melgarejo \| UAE Team Emirates \| + 2' 34" \| \| \| 9è \| Fabio Aru \| UAE Team Emirates \| + 2' 36" \| \| \| 10è \| Mikel Nieve Iturralde \| Mitchelton-Scott \| + 3' 00" \| \| |                            |                        |             |
| |                            |                        |             |
| Font: ProCyclingStats |                            |                        |             |
| Classificació general |                            |                        |             |
| Corredor | Corredor                   | Equip                  | Temps       |
| 1r | Remco Evenepoel            | Deceuninck-Quick Step  | 19h 14' 42" |
| 2n | Mikel Landa Meana          | Bahrain McLaren        | + 30"       |
| 3r | João Almeida               | Deceuninck-Quick Step  | + 1' 12"    |
| 4t | Esteban Chaves Rubio       | Mitchelton-Scott       | + 1' 26"    |
| 5è | George Bennett             | Jumbo-Visma            | + 1' 40"    |
| 6è | Richard Carapaz Montenegro | Team Ineos             | + 1' 58"    |
| 7è | Ben Hermans                | Israel Start-Up Nation | + 2' 25"    |
| 8è | David de la Cruz Melgarejo | UAE Team Emirates      | + 2' 34"    |
| 9è | Fabio Aru                  | UAE Team Emirates      | + 2' 36"    |
| 10è | Mikel Nieve Iturralde      | Mitchelton-Scott       | + 3' 00"    |

### Classificacions secundàries

#### Classificació per punts
| Classificació per punts | Classificació per punts | Classificació per punts | Classificació per punts | Classificació per punts |
| Corredor                | Corredor                | Equip                   | Punts                   |                         |
| ----------------------- | ----------------------- | ----------------------- | ----------------------- | ----------------------- |
| 1r                      | Mikel Landa Meana       | Bahrain McLaren         | 48 pts                  |                         |
| 2n                      | Remco Evenepoel         | Deceuninck-Quick Step   | 47 pts                  |                         |
| 3r                      | João Almeida            | Deceuninck-Quick Step   | 46 pts                  |                         |
| 4t                      | Sam Bennett             | Deceuninck-Quick Step   | 41 pts                  |                         |
| 5è                      | Arnaud Démare           | Groupama-FDJ            | 40 pts                  |                         |
| 6è                      | Esteban Chaves Rubio    | Mitchelton-Scott        | 27 pts                  |                         |
| 7è                      | Iván Ramiro Sosa Cuervo | Team Ineos              | 26 pts                  |                         |
| 8è                      | Felix Großschartner     | Bora-Hansgrohe          | 25 pts                  |                         |
| 9è                      | Fernando Gaviria Rendón | UAE Team Emirates       | 25 pts                  |                         |
| 10è                     | George Bennett          | Jumbo-Visma             | 23 pts                  |                         |

#### Classificació de la muntanya
| Classificació de la muntanya | Classificació de la muntanya | Classificació de la muntanya | Classificació de la muntanya | Classificació de la muntanya |
| Corredor                     | Corredor                     | Equip                        | Punts                        |                              |
| ---------------------------- | ---------------------------- | ---------------------------- | ---------------------------- | ---------------------------- |
| 1r                           | Gotzon Martín                | Euskaltel-Euskadi            | 46 pts                       |                              |
| 2n                           | Remco Evenepoel              | Deceuninck-Quick Step        | 41 pts                       |                              |
| 3r                           | Mikel Landa Meana            | Bahrain McLaren              | 32 pts                       |                              |
| 4t                           | Jetse Bol                    | Burgos-BH                    | 26 pts                       |                              |
| 5è                           | George Bennett               | Jumbo-Visma                  | 25 pts                       |                              |
| 6è                           | João Almeida                 | Deceuninck-Quick Step        | 24 pts                       |                              |
| 7è                           | Esteban Chaves Rubio         | Mitchelton-Scott             | 21 pts                       |                              |
| 8è                           | Iván Ramiro Sosa Cuervo      | Team Ineos                   | 18 pts                       |                              |
| 9è                           | Richard Carapaz Montenegro   | Team Ineos                   | 12 pts                       |                              |
| 10è                          | Diego Sevilla                | Kometa-Xstra                 | 12 pts                       |                              |

### Classificació dels joves
| Classificació del millor jove | Classificació del millor jove | Classificació del millor jove | Classificació del millor jove | Classificació del millor jove |
| Corredor                      | Corredor                      | Equip                         | Temps                         |                               |
| ----------------------------- | ----------------------------- | ----------------------------- | ----------------------------- | ----------------------------- |
| 1r                            | Remco Evenepoel               | Deceuninck-Quick Step         | 19h 14' 42"                   |                               |
| 2n                            | João Almeida                  | Deceuninck-Quick Step         | + 1' 12"                      |                               |
| 3r                            | Óscar Rodríguez Garaicoechea  | Astana                        | + 3' 37"                      |                               |
| 4t                            | Cristián Rodríguez Martín     | Caja Rural-Seguros RGA        | + 4' 11"                      |                               |
| 5è                            | Lennard Kämna                 | Bora-Hansgrohe                | + 5' 41"                      |                               |
| 6è                            | José Manuel Díaz Gallego      | Nippo-Delko One Provence      | + 5' 47"                      |                               |
| 7è                            | David Gaudu                   | Groupama-FDJ                  | + 6' 30"                      |                               |
| 8è                            | Sepp Kuss                     | Jumbo-Visma                   | + 6' 31"                      |                               |
| 9è                            | Urko Berrade                  | Equipo Kern Pharma            | + 6' 36"                      |                               |
| 10è                           | Edward Dunbar                 | Team Ineos                    | + 6' 44"                      |                               |

### Classificació per equips
| Classificació per equips | Classificació per equips | Classificació per equips | Classificació per equips |
| Equip                    | Equip                    | Temps                    |                          |
| ------------------------ | ------------------------ | ------------------------ | ------------------------ |
| 1r                       | Mitchelton-Scott         | 57h 52' 38"              |                          |
| 2n                       | Deceuninck-Quick Step    | + 2' 03"                 |                          |
| 3r                       | Astana                   | + 6' 31"                 |                          |
| 4t                       | Ineos                    | + 7' 12"                 |                          |
| 5è                       | Caja Rural-Seguros RGA   | + 9' 27"                 |                          |
| 6è                       | Equipo Kern Pharma       | + 13' 39"                |                          |
| 7è                       | Bora-Hansgrohe           | + 14' 24"                |                          |
| 8è                       | Bahrain McLaren          | + 15' 52"                |                          |
| 9è                       | Nippo Delko One Provence | + 19' 14"                |                          |
| 10è                      | Jumbo-Visma              | + 24' 38"                |                          |

## Evolució de les classificacions
| Etapa | Vencedor            | Classificació general | Classificació per punts | Classificació de la muntanya | Classificació dels joves | Classificació per equips |
| ----- | ------------------- | --------------------- | ----------------------- | ---------------------------- | ------------------------ | ------------------------ |
| 1     | Felix Großschartner | Felix Großschartner   | Felix Großschartner     | Gotzon Martín                | João Almeida             | Bora-Hansgrohe           |
| 2     | Fernando Gaviria    | Felix Großschartner   | Felix Großschartner     | Gotzon Martín                | Eddie Dunbar             | Bora-Hansgrohe           |
| 3     | Remco Evenepoel     | Remco Evenepoel       | João Almeida            | Gotzon Martín                | Remco Evenepoel          | Mitchelton-Scott         |
| 4     | Sam Bennett         | Remco Evenepoel       | Sam Bennett             | Gotzon Martín                | Remco Evenepoel          | Mitchelton-Scott         |
| 5     | Iván Sosa           | Remco Evenepoel       | Mikel Landa             | Remco Evenepoel              | Remco Evenepoel          | Mitchelton-Scott         |
| Final | Final               | Remco Evenepoel       | Mikel Landa             | Remco Evenepoel              | Remco Evenepoel          | Mitchelton-Scott         |

## Llista de participants
| Team Ineos INS | Team Ineos INS                   | Team Ineos INS |
| -------------- | -------------------------------- | -------------- |
| Núm            | Ciclista                         | Pos            |
| 1              | Iván Ramiro Sosa Cuervo (COL)    | 25è            |
| 2              | Richard Carapaz Montenegro (ECU) | 6è             |
| 3              | Edward Dunbar (IRL)              | 23è            |
| 4              | Filippo Ganna (ITA)              | 56è            |
| 5              | Sebastián Henao Gómez (COL)      | DNF-1          |
| 6              | Christian Knees (GER)            | 54è            |
| 7              | Carlos Rodríguez Cano (ESP)      | 52è            |

| Movistar Team MOV | Movistar Team MOV                        | Movistar Team MOV |
| ----------------- | ---------------------------------------- | ----------------- |
| Núm               | Ciclista                                 | Pos               |
| 11                | Alejandro Valverde Belmonte (ESP) (ruta) | 15è               |
| 12                | Imanol Erviti Ollo (ESP)                 | 74è               |
| 13                | Lluís Mas Bonet (ESP)                    | 100è              |
| 14                | Enric Mas Nicolau (ESP)                  | 35è               |
| 15                | Antonio Pedrero López (ESP)              | 64è               |
| 16                | Marc Soler i Giménez (ESP)               | 86è               |
| 17                | Carlos Verona Quintanilla (ESP)          | 63è               |

| Trek-Segafredo TFS | Trek-Segafredo TFS         | Trek-Segafredo TFS |
| ------------------ | -------------------------- | ------------------ |
| Núm                | Ciclista                   | Pos                |
| 21                 | Mads Pedersen (DEN) (ruta) | DNF-5              |
| 22                 | Emīls Liepiņš (LAT)        | 102è               |
| 23                 | Juan Pedro López (ESP)     | 26è                |
| 24                 | Matteo Moschetti (ITA)     | DNF-5              |
| 25                 | Charlie Quaterman (GBR)    | 127è               |
| 26                 | Jasper Stuyven (BEL)       | DNF-5              |
| 27                 | Edward Theuns (BEL)        | 70è                |

| Bahrain McLaren TBM | Bahrain McLaren TBM                 | Bahrain McLaren TBM |
| ------------------- | ----------------------------------- | ------------------- |
| Núm                 | Ciclista                            | Pos                 |
| 31                  | Mikel Landa Meana (ESP)             | 2n                  |
| 32                  | Eros Capecchi (ITA)                 | 91è                 |
| 33                  | Damiano Caruso (ITA)                | 31è                 |
| 34                  | Mark Cavendish (GBR)                | 126è                |
| 35                  | Marco Haller (AUT)                  | 112è                |
| 36                  | Heinrich Haussler (AUS)             | 116è                |
| 37                  | Peio Bilbao López de Armentia (ESP) | 41è                 |

| Astana AST | Astana AST                         | Astana AST |
| ---------- | ---------------------------------- | ---------- |
| Núm        | Ciclista                           | Pos        |
| 41         | Alexander Aranburu Deba (ESP)      | NP-5       |
| 42         | Óscar Rodríguez Garaicoechea (ESP) | 12è        |
| 43         | Jandos Bijiguitov (KAZ)            | 94è        |
| 44         | Rodrigo Contreras (COL)            | 27è        |
| 45         | Danil Fominikh (KAZ)               | 66è        |
| 46         | Yuriy Natarov (KAZ)                | 30è        |
| 47         | Nikita Stalnow (KAZ)               | 46è        |

| Bora-Hansgrohe BOH | Bora-Hansgrohe BOH        | Bora-Hansgrohe BOH |
| ------------------ | ------------------------- | ------------------ |
| Núm                | Ciclista                  | Pos                |
| 51                 | Rafał Majka (POL)         | 24è                |
| 52                 | Matteo Fabbro (ITA)       | 50è                |
| 53                 | Felix Großschartner (AUT) | 36è                |
| 54                 | Lennard Kämna (GER)       | 17è                |
| 55                 | Martin Laas (EST)         | 124è               |
| 56                 | Jay McCarthy (AUS)        | 62è                |
| 57                 | Lukas Pöstlberger (AUT)   | NP-5               |

| UAE Team Emirates UAD | UAE Team Emirates UAD                        | UAE Team Emirates UAD |
| --------------------- | -------------------------------------------- | --------------------- |
| Núm                   | Ciclista                                     | Pos                   |
| 61                    | Fabio Aru (ITA)                              | 9è                    |
| 62                    | Andrés Camilo Ardila (COL)                   | NP-2                  |
| 63                    | David de la Cruz Melgarejo (ESP)             | 8è                    |
| 64                    | Fernando Gaviria Rendón (COL)                | 101è                  |
| 65                    | Sebastián Molano Benavides (COL)             | NP-2                  |
| 66                    | Cristian Camilo Muñoz (COL)                  | NP-2                  |
| 67                    | Maximiliano Richeze Araquistain (ARG) (ruta) | 111è                  |

| Deceuninck-Quick Step DQT | Deceuninck-Quick Step DQT   | Deceuninck-Quick Step DQT |
| ------------------------- | --------------------------- | ------------------------- |
| Núm                       | Ciclista                    | Pos                       |
| 71                        | Remco Evenepoel (BEL)       | 1r                        |
| 72                        | João Almeida (POR)          | 3r                        |
| 73                        | Shane Archbold (NZL) (ruta) | 108è                      |
| 74                        | Andrea Bagioli (ITA)        | 34è                       |
| 75                        | Sam Bennett (IRL) (ruta)    | 113è                      |
| 76                        | Yves Lampaert (BEL)         | 57è                       |
| 77                        | Michael Mørkøv (DEN) (ruta) | 90è                       |

| NTT Pro Cycling NTT | NTT Pro Cycling NTT    | NTT Pro Cycling NTT |
| ------------------- | ---------------------- | ------------------- |
| Núm                 | Ciclista               | Pos                 |
| 81                  | Nicholas Dlamini (RSA) | 89è                 |
| 82                  | Benjamin Dyball (AUS)  | 106è                |
| 83                  | Louis Meintjes (RSA)   | 14è                 |
| 84                  | Giacomo Nizzolo (ITA)  | DNF-5               |
| 85                  | Ben O'Connor (AUS)     | 96è                 |
| 86                  | Max Walscheid (GER)    | DNF-5               |
| 87                  | Danilo Wyss (SUI)      | 43è                 |

| Mitchelton-Scott MTS | Mitchelton-Scott MTS          | Mitchelton-Scott MTS |
| -------------------- | ----------------------------- | -------------------- |
| Núm                  | Ciclista                      | Pos                  |
| 91                   | Simon Yates (GBR)             | 16è                  |
| 92                   | Lucas Hamilton (AUS)          | 60è                  |
| 93                   | Esteban Chaves Rubio (COL)    | 4t                   |
| 94                   | Alexander Edmondson (AUS)     | 85è                  |
| 95                   | Jack Haig (AUS)               | 29è                  |
| 96                   | Christopher Juul-Jensen (DEN) | 75è                  |
| 97                   | Mikel Nieve Iturralde (ESP)   | 10è                  |

| Groupama-FDJ GFC | Groupama-FDJ GFC          | Groupama-FDJ GFC |
| ---------------- | ------------------------- | ---------------- |
| Núm              | Ciclista                  | Pos              |
| 101              | Arnaud Démare (FRA)       | 107è             |
| 102              | David Gaudu (FRA)         | 19è              |
| 103              | Jacopo Guarnieri (ITA)    | 115è             |
| 104              | Ignatas Konovalovas (LTU) | 99è              |
| 105              | Miles Scotson (AUS)       | 67è              |
| 106              | Kilian Frankiny (SUI)     | 110è             |
| 107              | Ramon Sinkeldam (NED)     | 79è              |

| Israel Start-Up Nation ISN | Israel Start-Up Nation ISN  | Israel Start-Up Nation ISN |
| -------------------------- | --------------------------- | -------------------------- |
| Núm                        | Ciclista                    | Pos                        |
| 111                        | Davide Cimolai (ITA)        | 121è                       |
| 112                        | Alex Dowsett (GBR)          | NP-1                       |
| 113                        | Rick Zabel (GER)            | 58è                        |
| 114                        | Ben Hermans (BEL)           | 7è                         |
| 115                        | Daniel Navarro García (ESP) | 33è                        |
| 117                        | Tom Van Asbroeck (BEL)      | 59è                        |

| CCC Team CCC | CCC Team CCC                      | CCC Team CCC |
| ------------ | --------------------------------- | ------------ |
| Núm          | Ciclista                          | Pos          |
| 121          | Patrick Bevin (NZL)               | 83è          |
| 122          | Víctor de la Parte González (ESP) | 11è          |
| 123          | Kamil Gradek (POL)                | 71è          |
| 124          | Kamil Małecki (POL)               | 82è          |
| 125          | Szymon Sajnok (POL)               | 104è         |
| 126          | Matteo Trentin (ITA)              | 69è          |
| 127          | Attila Valter (HUN)               | 68è          |

| Jumbo-Visma TJV | Jumbo-Visma TJV         | Jumbo-Visma TJV |
| --------------- | ----------------------- | --------------- |
| Núm             | Ciclista                | Pos             |
| 131             | George Bennett (NZL)    | 5è              |
| 132             | Pascal Eenkhoorn (NED)  | 72è             |
| 133             | Lennard Hofstede (NED)  | 77è             |
| 134             | Sepp Kuss (USA)         | 20è             |
| 135             | Timo Roosen (NED)       | 73è             |
| 136             | Gijs Leemreize (NED)    | DNF-1           |
| 137             | Finn Fisher-Black (NZL) | 117è            |

| Caja Rural-Seguros RGA CJR | Caja Rural-Seguros RGA CJR      | Caja Rural-Seguros RGA CJR |
| -------------------------- | ------------------------------- | -------------------------- |
| Núm                        | Ciclista                        | Pos                        |
| 141                        | Jonathan Lastra Martínez (ESP)  | NP-3                       |
| 142                        | Alejandro Osorio (COL)          | 87è                        |
| 143                        | Cristián Rodríguez Martín (ESP) | 13è                        |
| 144                        | Jon Irisarri (ESP)              | 47è                        |
| 145                        | Jon Aberasturi Izaga (ESP)      | DNF-5                      |
| 146                        | Gonzalo Serrano Rodríguez (ESP) | DNF-5                      |
| 147                        | Joel Nicolau Beltran (ESP)      | 76è                        |

| Burgos-BH BBH | Burgos-BH BBH                     | Burgos-BH BBH |
| ------------- | --------------------------------- | ------------- |
| Núm           | Ciclista                          | Pos           |
| 151           | Ángel Madrazo Ruiz (ESP)          | 51è           |
| 152           | Willie Smit (RSA)                 | 122è          |
| 153           | Jaume Sureda Morey (ESP)          | DNF-3         |
| 154           | Óscar Cabedo (ESP)                | 84è           |
| 155           | Ángel Fuentes (ESP)               | 123è          |
| 156           | Jetse Bol (NED)                   | 38è           |
| 157           | Juan Felipe Osorio Arboleda (COL) | 40è           |

| Euskaltel-Euskadi EUS | Euskaltel-Euskadi EUS            | Euskaltel-Euskadi EUS |
| --------------------- | -------------------------------- | --------------------- |
| Núm                   | Ciclista                         | Pos                   |
| 161                   | Juan José Lobato del Valle (ESP) | DNF-5                 |
| 162                   | Mikel Aristi Gardoki (ESP)       | DNF-5                 |
| 163                   | Julen Irizar (ESP)               | NP-5                  |
| 164                   | Mikel Bizkarra Etxegibel (ESP)   | 42è                   |
| 165                   | Gotzon Martín (ESP)              | 78è                   |
| 166                   | Rubén Fernández Andújar (ESP)    | 32è                   |
| 167                   | Txomin Juaristi (ESP)            | 105è                  |

| Nippo-Delko One Provence NDP | Nippo-Delko One Provence NDP   | Nippo-Delko One Provence NDP |
| ---------------------------- | ------------------------------ | ---------------------------- |
| Núm                          | Ciclista                       | Pos                          |
| 171                          | José Manuel Díaz Gallego (ESP) | 18è                          |
| 172                          | Alessandro Fedeli (ITA)        | 88è                          |
| 173                          | Delio Fernández Cruz (ESP)     | 39è                          |
| 174                          | Mauro Finetto (ITA)            | 53è                          |
| 175                          | Biniam Girmay (ERI)            | DNF-5                        |
| 176                          | Riccardo Minali (ITA)          | 109è                         |
| 177                          | Mulu Hailemichael (ETH)        | 97è                          |

| Gazprom-RusVelo GAZ | Gazprom-RusVelo GAZ      | Gazprom-RusVelo GAZ |
| ------------------- | ------------------------ | ------------------- |
| Núm                 | Ciclista                 | Pos                 |
| 181                 | Serguei Txernetski (RUS) | 22è                 |
| 182                 | Marco Canola (ITA)       | 93è                 |
| 183                 | Damiano Cima (ITA)       | 125è                |
| 184                 | Aleksei Ribalkin (RUS)   | 61è                 |
| 185                 | Nicolai Cherkasov (RUS)  | 80è                 |
| 186                 | Simone Velasco (ITA)     | 103è                |
| 187                 | Ivan Rovni (RUS)         | 65è                 |

| Bingoal-Wallonie Bruxelles WVA | Bingoal-Wallonie Bruxelles WVA | Bingoal-Wallonie Bruxelles WVA |
| ------------------------------ | ------------------------------ | ------------------------------ |
| Núm                            | Ciclista                       | Pos                            |
| 191                            | Laurens Huys (BEL)             | 45è                            |
| 192                            | Eliot Lietaer (BEL)            | 28è                            |
| 193                            | Arjen Livyns (BEL)             | 92è                            |
| 194                            | Baptiste Planckaert (BEL)      | 49è                            |
| 195                            | Ludovic Robeet (BEL)           | 119è                           |
| 196                            | Lionel Taminiaux (BEL)         | 95è                            |
| 197                            | Jelle Vanendert (BEL)          | 114è                           |

| Kometa-Xstra KMT | Kometa-Xstra KMT                 | Kometa-Xstra KMT |
| ---------------- | -------------------------------- | ---------------- |
| Núm              | Ciclista                         | Pos              |
| 201              | Alessandro Fancellu (ITA)        | DNF-5            |
| 202              | Márton Dina (HUN)                | 48è              |
| 203              | Diego Sevilla (ESP)              | 120è             |
| 204              | Alejandro Ropero (ESP)           | 98è              |
| 205              | Antonio Puppio (ITA)             | 81è              |
| 206              | José Antonio García Martín (ESP) | DNF-3            |
| 207              | Riccardo Verza (ITA)             | 118è             |

| Equipo Kern Pharma EKP | Equipo Kern Pharma EKP               | Equipo Kern Pharma EKP |
| ---------------------- | ------------------------------------ | ---------------------- |
| Núm                    | Ciclista                             | Pos                    |
| 211                    | Jaime Castrillo (ESP)                | 44è                    |
| 212                    | Roger Adrià Oliveras (ESP)           | 37è                    |
| 213                    | Francisco Galván Fernández (ESP)     | DNF-5                  |
| 214                    | Jon Agirre Egaña (ESP)               | DNF-4                  |
| 215                    | Urko Berrade (ESP)                   | 21è                    |
| 216                    | Enrique Sanz Unzué (ESP)             | DNF-5                  |
| 217                    | Daniel Alejandro Méndez Noreña (COL) | 55è                    |

| Team Ineos INS | Team Ineos INS                   | Team Ineos INS |
| -------------- | -------------------------------- | -------------- |
| Núm            | Ciclista                         | Pos            |
| 1              | Iván Ramiro Sosa Cuervo (COL)    | 25è            |
| 2              | Richard Carapaz Montenegro (ECU) | 6è             |
| 3              | Edward Dunbar (IRL)              | 23è            |
| 4              | Filippo Ganna (ITA)              | 56è            |
| 5              | Sebastián Henao Gómez (COL)      | DNF-1          |
| 6              | Christian Knees (GER)            | 54è            |
| 7              | Carlos Rodríguez Cano (ESP)      | 52è            |

| Movistar Team MOV | Movistar Team MOV                        | Movistar Team MOV |
| ----------------- | ---------------------------------------- | ----------------- |
| Núm               | Ciclista                                 | Pos               |
| 11                | Alejandro Valverde Belmonte (ESP) (ruta) | 15è               |
| 12                | Imanol Erviti Ollo (ESP)                 | 74è               |
| 13                | Lluís Mas Bonet (ESP)                    | 100è              |
| 14                | Enric Mas Nicolau (ESP)                  | 35è               |
| 15                | Antonio Pedrero López (ESP)              | 64è               |
| 16                | Marc Soler i Giménez (ESP)               | 86è               |
| 17                | Carlos Verona Quintanilla (ESP)          | 63è               |

| Trek-Segafredo TFS | Trek-Segafredo TFS         | Trek-Segafredo TFS |
| ------------------ | -------------------------- | ------------------ |
| Núm                | Ciclista                   | Pos                |
| 21                 | Mads Pedersen (DEN) (ruta) | DNF-5              |
| 22                 | Emīls Liepiņš (LAT)        | 102è               |
| 23                 | Juan Pedro López (ESP)     | 26è                |
| 24                 | Matteo Moschetti (ITA)     | DNF-5              |
| 25                 | Charlie Quaterman (GBR)    | 127è               |
| 26                 | Jasper Stuyven (BEL)       | DNF-5              |
| 27                 | Edward Theuns (BEL)        | 70è                |

| Bahrain McLaren TBM | Bahrain McLaren TBM                 | Bahrain McLaren TBM |
| ------------------- | ----------------------------------- | ------------------- |
| Núm                 | Ciclista                            | Pos                 |
| 31                  | Mikel Landa Meana (ESP)             | 2n                  |
| 32                  | Eros Capecchi (ITA)                 | 91è                 |
| 33                  | Damiano Caruso (ITA)                | 31è                 |
| 34                  | Mark Cavendish (GBR)                | 126è                |
| 35                  | Marco Haller (AUT)                  | 112è                |
| 36                  | Heinrich Haussler (AUS)             | 116è                |
| 37                  | Peio Bilbao López de Armentia (ESP) | 41è                 |

| Astana AST | Astana AST                         | Astana AST |
| ---------- | ---------------------------------- | ---------- |
| Núm        | Ciclista                           | Pos        |
| 41         | Alexander Aranburu Deba (ESP)      | NP-5       |
| 42         | Óscar Rodríguez Garaicoechea (ESP) | 12è        |
| 43         | Jandos Bijiguitov (KAZ)            | 94è        |
| 44         | Rodrigo Contreras (COL)            | 27è        |
| 45         | Danil Fominikh (KAZ)               | 66è        |
| 46         | Yuriy Natarov (KAZ)                | 30è        |
| 47         | Nikita Stalnow (KAZ)               | 46è        |

| Bora-Hansgrohe BOH | Bora-Hansgrohe BOH        | Bora-Hansgrohe BOH |
| ------------------ | ------------------------- | ------------------ |
| Núm                | Ciclista                  | Pos                |
| 51                 | Rafał Majka (POL)         | 24è                |
| 52                 | Matteo Fabbro (ITA)       | 50è                |
| 53                 | Felix Großschartner (AUT) | 36è                |
| 54                 | Lennard Kämna (GER)       | 17è                |
| 55                 | Martin Laas (EST)         | 124è               |
| 56                 | Jay McCarthy (AUS)        | 62è                |
| 57                 | Lukas Pöstlberger (AUT)   | NP-5               |

| UAE Team Emirates UAD | UAE Team Emirates UAD                        | UAE Team Emirates UAD |
| --------------------- | -------------------------------------------- | --------------------- |
| Núm                   | Ciclista                                     | Pos                   |
| 61                    | Fabio Aru (ITA)                              | 9è                    |
| 62                    | Andrés Camilo Ardila (COL)                   | NP-2                  |
| 63                    | David de la Cruz Melgarejo (ESP)             | 8è                    |
| 64                    | Fernando Gaviria Rendón (COL)                | 101è                  |
| 65                    | Sebastián Molano Benavides (COL)             | NP-2                  |
| 66                    | Cristian Camilo Muñoz (COL)                  | NP-2                  |
| 67                    | Maximiliano Richeze Araquistain (ARG) (ruta) | 111è                  |

| Deceuninck-Quick Step DQT | Deceuninck-Quick Step DQT   | Deceuninck-Quick Step DQT |
| ------------------------- | --------------------------- | ------------------------- |
| Núm                       | Ciclista                    | Pos                       |
| 71                        | Remco Evenepoel (BEL)       | 1r                        |
| 72                        | João Almeida (POR)          | 3r                        |
| 73                        | Shane Archbold (NZL) (ruta) | 108è                      |
| 74                        | Andrea Bagioli (ITA)        | 34è                       |
| 75                        | Sam Bennett (IRL) (ruta)    | 113è                      |
| 76                        | Yves Lampaert (BEL)         | 57è                       |
| 77                        | Michael Mørkøv (DEN) (ruta) | 90è                       |

| NTT Pro Cycling NTT | NTT Pro Cycling NTT    | NTT Pro Cycling NTT |
| ------------------- | ---------------------- | ------------------- |
| Núm                 | Ciclista               | Pos                 |
| 81                  | Nicholas Dlamini (RSA) | 89è                 |
| 82                  | Benjamin Dyball (AUS)  | 106è                |
| 83                  | Louis Meintjes (RSA)   | 14è                 |
| 84                  | Giacomo Nizzolo (ITA)  | DNF-5               |
| 85                  | Ben O'Connor (AUS)     | 96è                 |
| 86                  | Max Walscheid (GER)    | DNF-5               |
| 87                  | Danilo Wyss (SUI)      | 43è                 |

| Mitchelton-Scott MTS | Mitchelton-Scott MTS          | Mitchelton-Scott MTS |
| -------------------- | ----------------------------- | -------------------- |
| Núm                  | Ciclista                      | Pos                  |
| 91                   | Simon Yates (GBR)             | 16è                  |
| 92                   | Lucas Hamilton (AUS)          | 60è                  |
| 93                   | Esteban Chaves Rubio (COL)    | 4t                   |
| 94                   | Alexander Edmondson (AUS)     | 85è                  |
| 95                   | Jack Haig (AUS)               | 29è                  |
| 96                   | Christopher Juul-Jensen (DEN) | 75è                  |
| 97                   | Mikel Nieve Iturralde (ESP)   | 10è                  |

| Groupama-FDJ GFC | Groupama-FDJ GFC          | Groupama-FDJ GFC |
| ---------------- | ------------------------- | ---------------- |
| Núm              | Ciclista                  | Pos              |
| 101              | Arnaud Démare (FRA)       | 107è             |
| 102              | David Gaudu (FRA)         | 19è              |
| 103              | Jacopo Guarnieri (ITA)    | 115è             |
| 104              | Ignatas Konovalovas (LTU) | 99è              |
| 105              | Miles Scotson (AUS)       | 67è              |
| 106              | Kilian Frankiny (SUI)     | 110è             |
| 107              | Ramon Sinkeldam (NED)     | 79è              |

| Israel Start-Up Nation ISN | Israel Start-Up Nation ISN  | Israel Start-Up Nation ISN |
| -------------------------- | --------------------------- | -------------------------- |
| Núm                        | Ciclista                    | Pos                        |
| 111                        | Davide Cimolai (ITA)        | 121è                       |
| 112                        | Alex Dowsett (GBR)          | NP-1                       |
| 113                        | Rick Zabel (GER)            | 58è                        |
| 114                        | Ben Hermans (BEL)           | 7è                         |
| 115                        | Daniel Navarro García (ESP) | 33è                        |
| 117                        | Tom Van Asbroeck (BEL)      | 59è                        |

| CCC Team CCC | CCC Team CCC                      | CCC Team CCC |
| ------------ | --------------------------------- | ------------ |
| Núm          | Ciclista                          | Pos          |
| 121          | Patrick Bevin (NZL)               | 83è          |
| 122          | Víctor de la Parte González (ESP) | 11è          |
| 123          | Kamil Gradek (POL)                | 71è          |
| 124          | Kamil Małecki (POL)               | 82è          |
| 125          | Szymon Sajnok (POL)               | 104è         |
| 126          | Matteo Trentin (ITA)              | 69è          |
| 127          | Attila Valter (HUN)               | 68è          |

| Jumbo-Visma TJV | Jumbo-Visma TJV         | Jumbo-Visma TJV |
| --------------- | ----------------------- | --------------- |
| Núm             | Ciclista                | Pos             |
| 131             | George Bennett (NZL)    | 5è              |
| 132             | Pascal Eenkhoorn (NED)  | 72è             |
| 133             | Lennard Hofstede (NED)  | 77è             |
| 134             | Sepp Kuss (USA)         | 20è             |
| 135             | Timo Roosen (NED)       | 73è             |
| 136             | Gijs Leemreize (NED)    | DNF-1           |
| 137             | Finn Fisher-Black (NZL) | 117è            |

| Caja Rural-Seguros RGA CJR | Caja Rural-Seguros RGA CJR      | Caja Rural-Seguros RGA CJR |
| -------------------------- | ------------------------------- | -------------------------- |
| Núm                        | Ciclista                        | Pos                        |
| 141                        | Jonathan Lastra Martínez (ESP)  | NP-3                       |
| 142                        | Alejandro Osorio (COL)          | 87è                        |
| 143                        | Cristián Rodríguez Martín (ESP) | 13è                        |
| 144                        | Jon Irisarri (ESP)              | 47è                        |
| 145                        | Jon Aberasturi Izaga (ESP)      | DNF-5                      |
| 146                        | Gonzalo Serrano Rodríguez (ESP) | DNF-5                      |
| 147                        | Joel Nicolau Beltran (ESP)      | 76è                        |

| Burgos-BH BBH | Burgos-BH BBH                     | Burgos-BH BBH |
| ------------- | --------------------------------- | ------------- |
| Núm           | Ciclista                          | Pos           |
| 151           | Ángel Madrazo Ruiz (ESP)          | 51è           |
| 152           | Willie Smit (RSA)                 | 122è          |
| 153           | Jaume Sureda Morey (ESP)          | DNF-3         |
| 154           | Óscar Cabedo (ESP)                | 84è           |
| 155           | Ángel Fuentes (ESP)               | 123è          |
| 156           | Jetse Bol (NED)                   | 38è           |
| 157           | Juan Felipe Osorio Arboleda (COL) | 40è           |

| Euskaltel-Euskadi EUS | Euskaltel-Euskadi EUS            | Euskaltel-Euskadi EUS |
| --------------------- | -------------------------------- | --------------------- |
| Núm                   | Ciclista                         | Pos                   |
| 161                   | Juan José Lobato del Valle (ESP) | DNF-5                 |
| 162                   | Mikel Aristi Gardoki (ESP)       | DNF-5                 |
| 163                   | Julen Irizar (ESP)               | NP-5                  |
| 164                   | Mikel Bizkarra Etxegibel (ESP)   | 42è                   |
| 165                   | Gotzon Martín (ESP)              | 78è                   |
| 166                   | Rubén Fernández Andújar (ESP)    | 32è                   |
| 167                   | Txomin Juaristi (ESP)            | 105è                  |

| Nippo-Delko One Provence NDP | Nippo-Delko One Provence NDP   | Nippo-Delko One Provence NDP |
| ---------------------------- | ------------------------------ | ---------------------------- |
| Núm                          | Ciclista                       | Pos                          |
| 171                          | José Manuel Díaz Gallego (ESP) | 18è                          |
| 172                          | Alessandro Fedeli (ITA)        | 88è                          |
| 173                          | Delio Fernández Cruz (ESP)     | 39è                          |
| 174                          | Mauro Finetto (ITA)            | 53è                          |
| 175                          | Biniam Girmay (ERI)            | DNF-5                        |
| 176                          | Riccardo Minali (ITA)          | 109è                         |
| 177                          | Mulu Hailemichael (ETH)        | 97è                          |

| Gazprom-RusVelo GAZ | Gazprom-RusVelo GAZ      | Gazprom-RusVelo GAZ |
| ------------------- | ------------------------ | ------------------- |
| Núm                 | Ciclista                 | Pos                 |
| 181                 | Serguei Txernetski (RUS) | 22è                 |
| 182                 | Marco Canola (ITA)       | 93è                 |
| 183                 | Damiano Cima (ITA)       | 125è                |
| 184                 | Aleksei Ribalkin (RUS)   | 61è                 |
| 185                 | Nicolai Cherkasov (RUS)  | 80è                 |
| 186                 | Simone Velasco (ITA)     | 103è                |
| 187                 | Ivan Rovni (RUS)         | 65è                 |

| Bingoal-Wallonie Bruxelles WVA | Bingoal-Wallonie Bruxelles WVA | Bingoal-Wallonie Bruxelles WVA |
| ------------------------------ | ------------------------------ | ------------------------------ |
| Núm                            | Ciclista                       | Pos                            |
| 191                            | Laurens Huys (BEL)             | 45è                            |
| 192                            | Eliot Lietaer (BEL)            | 28è                            |
| 193                            | Arjen Livyns (BEL)             | 92è                            |
| 194                            | Baptiste Planckaert (BEL)      | 49è                            |
| 195                            | Ludovic Robeet (BEL)           | 119è                           |
| 196                            | Lionel Taminiaux (BEL)         | 95è                            |
| 197                            | Jelle Vanendert (BEL)          | 114è                           |

| Kometa-Xstra KMT | Kometa-Xstra KMT                 | Kometa-Xstra KMT |
| ---------------- | -------------------------------- | ---------------- |
| Núm              | Ciclista                         | Pos              |
| 201              | Alessandro Fancellu (ITA)        | DNF-5            |
| 202              | Márton Dina (HUN)                | 48è              |
| 203              | Diego Sevilla (ESP)              | 120è             |
| 204              | Alejandro Ropero (ESP)           | 98è              |
| 205              | Antonio Puppio (ITA)             | 81è              |
| 206              | José Antonio García Martín (ESP) | DNF-3            |
| 207              | Riccardo Verza (ITA)             | 118è             |

| Equipo Kern Pharma EKP | Equipo Kern Pharma EKP               | Equipo Kern Pharma EKP |
| ---------------------- | ------------------------------------ | ---------------------- |
| Núm                    | Ciclista                             | Pos                    |
| 211                    | Jaime Castrillo (ESP)                | 44è                    |
| 212                    | Roger Adrià Oliveras (ESP)           | 37è                    |
| 213                    | Francisco Galván Fernández (ESP)     | DNF-5                  |
| 214                    | Jon Agirre Egaña (ESP)               | DNF-4                  |
| 215                    | Urko Berrade (ESP)                   | 21è                    |
| 216                    | Enrique Sanz Unzué (ESP)             | DNF-5                  |
| 217                    | Daniel Alejandro Méndez Noreña (COL) | 55è                    |